# Unwan (Bremen)
Unwan, auch Unnonus, († 27. Januar 1029 in Bremen) war seit 2. Februar 1013 Erzbischof von Hamburg-Bremen.

## Biografie
Unwan stammt aus dem Geschlecht der Immedinger und war verwandt mit Bischof Meinwerk in Paderborn und Gräfin Emma von Lesum. Sein Vater war vermutlich der Pfalzgraf Dietrich von Sachsen. Er war zunächst Domherr in Paderborn und vielleicht in Hildesheim. Auf Empfehlung Meinwerks wurde er königlicher Kaplan Heinrichs II. Dieser ernannte ihn anstelle des vom Domkapitel gewählten Vizedominus Otto zum Bischof. Das Pallium erhielt Unwan von Papst Benedikt VIII.
1013 schenkte er dem König seinen Eigenbesitz in Moringen, Bernshausen im Liesgau und Hohnstedt, damit dieser ihn an Paderborn weitervergabte. Die Güter stammten vermutlich aus immedingischem Erbe, da sie unweit der Plesse liegen, einem Kernpunkt immedingischen Allods. Unwan führte in allen Kanonikerstiften seiner Diözese die Aachener Regel (Institutiones Aquisgranenses) ein. Um 1015 nahm er den Wiederaufbau des 983 zerstörten und 1012 erneut überfallenen Hamburg in Angriff. 1019/20 vermittelte er den Frieden zwischen Heinrich II. und den Billungern nach den Aufständen Thietmars und Bernhards II.